# Злоякісна анемія
Злоякісна анемія, перніціо́зна анемія (від лат. perniciosus — смертельний, небезпечний), хвороба Аддісона-Бірмера — хвороба, яку спричинює порушення поглинання вітаміну B12. Особливо чутливі до дефіциту цього вітаміну кістковий мозок і тканини нервової системи. Симптомами є слабкість, запаморочення, неврологічні відхилення, зміни у травній системі. Один із видів мегалобластної анемії. Часто відбувається при дифілоботріозі.
Інші симптоми та ознаки, можуть охоплювати задишку, відчуття непритомності, гладкий червоний язик, блідість шкіри, біль у грудях, нудоту та блювання, втрату апетиту, печію, оніміння рук і ніг, складнощі під час ходьби, втрату пам’яті, м’язову слабкість, погані рефлекси, розмитість зору, незграбність, депресія та сплутаність свідомості. Без лікування деякі з цих відхилень здоров'я можуть стати постійними.
Перніціозна анемія, стосується типу анемії браку вітаміну B12, яка є наслідком відсутності GIF гена (внутрішнього чинника). Відсутність внутрішнього фактора, найчастіше пов’язана з аутоімунною атакою на клітини, які його створюють у шлунку. Це також може статися після хірургічного видалення всього або частини шлунка, чи тонкої кишки; від спадкових розладів або хвороб, які пошкоджують слизову оболонку шлунка. У разі підозри, діагноз ставиться за допомогою аналізу крові, спочатку загального аналізу крові, а іноді й аналізу кісткового мозку.  Аналізи крові можуть показувати меншу кількість, але більші еритроцити, низьку кількість молодих еритроцитів, низький рівень вітаміну B12 і антитіла до внутрішнього фактора. Діагностика не завжди проста і може бути занадто складною.
Оскільки злоякісна анемія виникає через відсутність GIF гена, їй неможливо запобігти. Перніціозну анемію можна лікувати за допомогою ін’єкцій або таблеток вітаміну В12.  Якщо симптоми серйозні, спочатку зазвичай, прописують ін’єкції. Для тих, хто має перешкоди з ковтанням таблеток, доступний назальний спрей. Часто лікування може знадобитися на все подальше життя.
Злоякісна анемія через аутоімунні питання, зустрічається наприклад, приблизно у одного на 1000 американців. Серед тих, хто старше 60 років, близько 2% мають це захворювання. Хвороба частіше вражає людей північноєвропейського походження. Жінки хворіють частіше, ніж чоловіки. З належним лікуванням, більшість людей живе звичайним життям. Через вищий ризик розвитку раку шлунка, люди з перніціозною анемією, повинні час від часу, проходити перевірку на таку загрозу. Перший чіткий опис був зроблений Томасом Аддісоном 1849 року. Термін «згубний\злоякісний» означає «смертельний», і ця назва увійшла у вжиток, оскільки до появи пристойного лікування, хвороба часто була смертельною.